# Matronae Albiahenae
Die Albiahenae sind Matronen, die durch vier Weiheinschriften aus dem 2./3. Jahrhundert aus Elvenich, Kreis Euskirchen überliefert sind.

## Auffindung und Inschriften
Die Weihesteine wurde durch das Bonner Provinzialmuseum um 1862 bei einem Kölner Antikenhändler erworben, der versicherte, dass die Steine aus Ober-Elvenich bei Zülpich stammen und dort in der Flur im „Heidenfelde“ gefunden wurde und vermutlich aufgrund ihres behauenen, fragmentarischen Zustand als Spolien für die Verwendung als spätantike/völkerwanderungszeitliche Grabwandungen dienten.

„[Matronis] Albia/[henis 3] tiae / [ 3]vera / [v(otum) s(olvit)] l(ibens) [m(erito)]“

„[Albi]ahenis / [3 Da]gionius / [Ro]manus(?) et(?) / [L]ucilius Da/[g]ionius Su/[p]er v(otum) s(olverunt) l(ibentes) m(erito)“

„Albiahen[is] / Macrin[ius] / [3]VI[“

„A]lbiahenis / [S]uperini[us] / [I]ustin[us] / [v(otum)] s(olvit) [l(ibens) m(erito)]“

Die Namen der Dedikanten deuten auf eine einheimische romanisierte ubische Herkunft hin. Die Formen Dagionius gehören zur keltischen Schicht der überlieferten Namen der Ubier und leiten sich von keltisch dago- = „gut“ ab (vgl. weiblicher Name „Dagina“). Das Patronymikon „Macrinius“ zeigt die für das niederrheinische Spektrum einschlägige -inius Endung auf Basis römischer Gentilnamenvorlagen.

## Beiname und Deutung
Der Beiname zählt zur Gruppe der Matronenbeinamen, die das Suffix -nehae zeigen, das eine germanische Ableitung vom keltischen Ortsnamensuffix -iacum ist und daher zur großen Gruppe der Beinamen nach einem Ortsnamen (Toponym) gehört. Gutenbrunner konstruierte daher die keltische Vorlage *Albiacum (daraus das heutige Elvenich). Diese Deutung Gutenbrunners hat sich etabliert mit teilweise unterschiedlichen funktionellen Deutungen der Albiahenae.
Günter Neumann hält aufgrund von Beiträgen Hans Krahes zur alteuropäischen Hydronomie (Gewässernamen) eine Ableitung der Albiniehae von einem Gewässernamen für möglich und zieht dazu die Belege der Almaviahenae, Aumenahenae, Nersihenae und Renahenae hinzu. Krahe hatte darauf hingewiesen, dass gleiche Gewässernamen, beziehungsweise deren Stammwörter, öfters in überregionalen Kontexten erscheinen. Neumann vergleicht den Stamm Albi- mit dem im Namen der Elbe, sowie analog die Stämme der Nesinehae und Almaviahenae (Nersi-, Alma-) mit den Flussnamen der Niers und Alme.
Theo Vennemann leitet in der Folge der älteren Forschung (Gutenbrunner) den Namen streng von einem gallorömischen Ortsnamen *Albiniiacum ab, der möglich aus einem Hydronymstamm *Alb-a gebildet wurde. Aus der von ihm angenommenen Zwischenform eines gallorömischen Matronenbeinamens *Albiacinae wurde durch die ubischen Dedikanten die überlieferte latinisierte germanische Form des Beinamens gebildet.
Patrizia de Bernardo Stempel deutet den Beinamen als ein keltisch-germanisches Kompositum mit der Bedeutung als Matronen „die zur diesseitigen Welt gehören“.
Die Funktion der Matronae Albiahenae liegt nach Simek in der Schutz- und Segenspendung und Wahrung für die ländliche Vicus/Villa (einheimische romanisierte) Bevölkerung der südlichen Germania inferior und speziell für die Siedlung, die sich namentlich im heutigen Ortsnamen Elvenich fortsetzt.